# Branko Martin Pešelj
Branko Martin Pešelj (Zagreb, 5. veljače 1909. – Senj, 28. rujna 1990.) bio je hrvatski pravnik i političar.

## Životopis
Diplomirao je pravo u Zagrebu 1932. godine. Od 1933. do 1939. godine radio je u odvjetničkom uredu Vlatka Mačeka. Priključio se HSS-u te je bio osobni tajnik Mačeka.
Za vrijeme NDH bio je više puta zatvaran, a posljednji put u vezi s pučem Lorković-Vokić. Pred kraj 2. svjetskog rata emigrirao je s Mačekom te se nastanio u Washingtonu. Tamo je 1955. godine otvorio odvjetnički ured.
Od 1961. godine bio je izvanredni profesor na Pravnom fakultetu Sveučilišta Georgetown. Umro je u Senju 28. rujna 1990. godine.

## Djela
- „Industrijalizacija seljačke Europe” (The Industrialization of Peasant Europe; 1953.)
- „U vrtlogu hrvatske politike” (1989.)[1]

### Mrežna sjedišta
- Pešelj, Branko Martin. Hrvatska enciklopedija, mrežno izdanje